# Бауссатта, Дрис
Дрис Бауссатта (нидерл. Dries Boussatta; род. 23 декабря 1972, Амстердам) — нидерландский и марокканский футболист, выступавший на позиции полузащитника.

## Клубная карьера
Дрис Бауссатта начал свою футбольную карьеру в молодёжном составе клуба «Харлем», а затем Дрис выступал за молодёжные составы клубов «Волендам» и «Аякс». В 1991 году Бауссатта перешёл из «Аякса» на правах аренды в клуб «Телстар», который выступал в первом дивизионе. В составе «Телстара» он провёл только 2 матча и в 1992 году вернулся в «Аякс». В «Аяксе» Дрис так и не смог сыграть ни одного матча, так как на его позицию главный тренер «Аякса» отдавал предпочтение полузащитникам Финиди Джорджу и Мартейну Рёсеру.
В 1994 году Дрис перешёл в клуб первого нидерландского дивизиона «Харлем», в составе которого Бауссатта в сезоне 1994/95 сыграл 23 матча и забил 4 мяча. В 1995 году Дрис подписал контракт с клубом «Утрехт». В составе «Утрехта» Дрис провёл три года, отыграв за это время 61 матч. Потеряв основное место в составе «Утрехта» в сезоне 1997/98, Дрис покинул клуб по окончании сезона. Летом 1998 года Бауссатта перешёл в клуб АЗ из города Алкмар.
За АЗ Дрис выступал в течение четырёх сезонов, сыграв 107 матчей и забив 8 мячей. В 2002 году Бауссатта стал игроком «Эксельсиор», за который Дрис в чемпионате Нидерландов 2002/03 сыграл 11 матчей. 1 марта 2003 года Дрис сыграл свою последнюю игру за «Эксельсиор» против «Валвейка», который завершился поражением «Эксельсиора» со счётом 2:1. 
Завершил свою футбольную карьеру Бауссатта в Англии, выступая за «Шеффилд Юнайтед», с которым в 2004 году по обоюдному согласию расторг контракт. Затем Дрис пытался подписать контракт с клубом из арабских эмират «Шарджа», но сделка не состоялась. В общей сложности во всех турнирах Бауссатта провёл 204 матча и забил 14 мячей.

## Карьера в сборной
В национальной сборной Нидерландов Бауссатта дебютировал 18 ноября 1998 года, выйдя на замену на 61 минуте матча против сборной Германии, который завершился со счётом 1:1. Всего в составе сборной Дрис провёл 3 матча. Последнюю игру за сборную он провёл 28 апреля 1999 года против сборной Марокко. Матч закончился поражением нидерландцев со счётом 2:1.

## Статистика

### Матчи Бауссатты за сборную Нидерландов
| Матчи Бауссатты за сборную Нидерландов | Матчи Бауссатты за сборную Нидерландов | Матчи Бауссатты за сборную Нидерландов | Матчи Бауссатты за сборную Нидерландов | Матчи Бауссатты за сборную Нидерландов | Матчи Бауссатты за сборную Нидерландов |
| -------------------------------------- | -------------------------------------- | -------------------------------------- | -------------------------------------- | -------------------------------------- | -------------------------------------- |
| №                                      | Дата                                   | Соперник                               | Счёт                                   | Голы Бауссатты                         | Соревнование                           |
| 1                                      | 18 ноября 1998                         | Германия                               | 1:1                                    | —                                      | Товарищеский матч                      |
| 2                                      | 10 февраля 1999                        | Португалия                             | 0:0                                    | —                                      | Товарищеский матч                      |
| 3                                      | 28 апреля 1999                         | Марокко                                | 1:2                                    | —                                      | Товарищеский матч                      |

Итого: 3 матча / 0 голов; 0 побед, 2 ничьи, 1 поражение.

### Матчи Бауссатты за сборную Марокко
| Матчи Бауссатты за сборную Марокко | Матчи Бауссатты за сборную Марокко | Матчи Бауссатты за сборную Марокко | Матчи Бауссатты за сборную Марокко | Матчи Бауссатты за сборную Марокко | Матчи Бауссатты за сборную Марокко |
| ---------------------------------- | ---------------------------------- | ---------------------------------- | ---------------------------------- | ---------------------------------- | ---------------------------------- |
| №                                  | Дата                               | Соперник                           | Счёт                               | Голы Бауссатты                     | Соревнование                       |
| 1                                  | 12 октября 2001                    | Гамбия                             | 2:0                                | —                                  | Товарищеский матч                  |
| 2                                  | 14 октября 2001                    | Мали                               | 1:2                                | —                                  | Товарищеский матч                  |

Итого: 2 матча / 0 голов; 1 победа, 0 ничьих, 1 поражение.